# Coppa del Mondo di sci di fondo 1991
La Coppa del Mondo di sci di fondo 1991 fu la decima edizione della manifestazione organizzata dalla Federazione Internazionale Sci; ebbe inizio a Tauplitzalm, in Austria e si concluse a Oslo, in Norvegia. Nel corso della stagione si tennero in Val di Fiemme i Campionati mondiali di sci nordico 1991, validi ai fini della Coppa del Mondo, il cui calendario non contemplò dunque interruzioni.
La stagione maschile ebbe inizio il 9 dicembre 1990 e si concluse il 16 marzo 1991. Furono disputate 12 gare individuali (5 a tecnica classica, 6 a tecnica libera, 1 a inseguimento) e 5 staffette, in 9 diverse località. Il sovietico Vladimir Smirnov si aggiudicò la coppa di cristallo, il trofeo assegnato al vincitore della classifica generale. Non vennero stilate classifiche di specialità; Vegard Ulvang era il detentore uscente della Coppa generale.
La stagione femminile ebbe inizio il 9 dicembre 1990 e si concluse il 16 marzo 1990. Furono disputate 12 gare individuali (5 a tecnica classica, 5 a tecnica libera, 2 a inseguimento) e 5 staffette, in 9 diverse località. La sovietica Elena Välbe si aggiudicò la coppa di cristallo. Non vennero stilate classifiche di specialità; Larisa Lazutina era la detentrice uscente della Coppa generale.

## Uomini

### Risultati
| Data                                    | Località      | Nazione          | Spec.      | Primo                                                                     | Secondo                                                          | Terzo                                                                |
| --------------------------------------- | ------------- | ---------------- | ---------- | ------------------------------------------------------------------------- | ---------------------------------------------------------------- | -------------------------------------------------------------------- |
| 9 dicembre 1990                         | Tauplitzalm   | Austria          | 25 km PU   | Torgny Mogren                                                             | Vladimir Smirnov                                                 | Henrik Forsberg                                                      |
| 15 dicembre 1990                        | Davos         | Svizzera         | 15 km TC   | Vladimir Smirnov                                                          | Marco Albarello                                                  | Thomas Eriksson                                                      |
| 16 dicembre 1990                        | Davos         | Svizzera         | 4x10 km TL | dati non disponibili                                                      | dati non disponibili                                             | dati non disponibili                                                 |
| 19 dicembre 1990                        | Les Saisies   | Francia          | 30 km TC   | Vladimir Smirnov                                                          | Torgny Mogren                                                    | Christer Majbäck                                                     |
| 20 dicembre 1990                        | Les Saisies   | Francia          | 4x10 km    | dati non disponibili                                                      | dati non disponibili                                             | dati non disponibili                                                 |
| 5 gennaio 1991                          | Minsk         | Unione Sovietica | 15 km TL   | Vladimir Smirnov                                                          | Bjørn Dæhlie                                                     | Václav Korunka                                                       |
| 6 gennaio 1991                          | Minsk         | Unione Sovietica | 4x10 km    | dati non disponibili                                                      | dati non disponibili                                             | dati non disponibili                                                 |
| 9 gennaio 1991                          | Štrbské Pleso | Cecoslovacchia   | 30 km TL   | Bjørn Dæhlie                                                              | Silvano Barco                                                    | Gianfranco Polvara                                                   |
| Campionati mondiali di sci nordico 1991 |               |                  |            |                                                                           |                                                                  |                                                                      |
| 7 febbraio 1991                         | Val di Fiemme | Italia           | 30 km TC   | Gunde Svan                                                                | Vladimir Smirnov                                                 | Vegard Ulvang                                                        |
| 9 febbraio 1991                         | Val di Fiemme | Italia           | 15 km TL   | Bjørn Dæhlie                                                              | Gunde Svan                                                       | Vladimir Smirnov                                                     |
| 11 febbraio 1991                        | Val di Fiemme | Italia           | 10 km TC   | Terje Langli                                                              | Christer Majbäck                                                 | Torgny Mogren                                                        |
| 15 febbraio 1991                        | Val di Fiemme | Italia           | 4x10 km    | Norvegia Øyvind Skaanes Terje Langli Vegard Ulvang Bjørn Dæhlie           | Svezia Thomas Eriksson Christer Majbäck Gunde Svan Torgny Mogren | Finlandia Mika Kuusisto Harri Kirvesniemi Jari Isometsä Jari Räsänen |
| 17 febbraio 1991                        | Val di Fiemme | Italia           | 50 km TL   | Torgny Mogren                                                             | Gunde Svan                                                       | Maurilio De Zolt                                                     |
| 1º marzo 1991                           | Lahti         | Finlandia        | 4x10 km    | Italia Silvio Fauner Maurilio De Zolt Giorgio Vanzetta Alfred Runggaldier | Unione Sovietica ? Vladimir Smirnov                              | Finlandia ?                                                          |
| 3 marzo 1991                            | Lahti         | Finlandia        | 30 km TL   | Kristen Skjeldal                                                          | Vladimir Smirnov                                                 | Gianfranco Polvara                                                   |
| 9 marzo 1991                            | Falun         | Svezia           | 30 km TL   | Henrik Forsberg                                                           | Torgny Mogren                                                    | Jan Ottosson                                                         |
| 16 marzo 1991                           | Oslo          | Norvegia         | 50 km TC   | Vegard Ulvang                                                             | Harri Kirvesniemi                                                | Sture Sivertsen                                                      |

Legenda:

TC = tecnica classica

TL = tecnica libera

PU = inseguimento

### Classifiche

#### Generale
| Pos. | Nome             | Nazione          | Punti |
| ---- | ---------------- | ---------------- | ----- |
| 1    | Vladimir Smirnov | Unione Sovietica | 163   |
| 2    | Torgny Mogren    | Svezia           | 129   |
| 3    | Bjørn Dæhlie     | Norvegia         | 105   |
| 3    | Vegard Ulvang    | Norvegia         | 105   |
| 5    | Kristen Skjeldal | Norvegia         | 76    |
| 6    | Henrik Forsberg  | Svezia           | 73    |
|      | Terje Langli     | Norvegia         | 73    |
| 8    | Gunde Svan       | Svezia           | 65    |
| 9    | Marco Albarello  | Italia           | 62    |
|      | Maurilio De Zolt | Italia           | 62    |

## Donne

### Risultati
| Data                                    | Località      | Nazione          | Spec.     | Prima                                                                         | Seconda                                                                   | Terza                                                                       |
| --------------------------------------- | ------------- | ---------------- | --------- | ----------------------------------------------------------------------------- | ------------------------------------------------------------------------- | --------------------------------------------------------------------------- |
| 9 dicembre 1990                         | Tauplitzalm   | Austria          | 25 km PU  | Stefania Belmondo                                                             | Elena Välbe                                                               | Tamara Tichonova                                                            |
| 15 dicembre 1990                        | Davos         | Svizzera         | 15 km TC  | Elena Välbe                                                                   | Ljubov' Egorova                                                           | Marie-Helene Östlund                                                        |
| 16 dicembre 1990                        | Davos         | Svizzera         | 4x5 km TL | dati non disponibili                                                          | dati non disponibili                                                      | dati non disponibili                                                        |
| 19 dicembre 1990                        | Les Saisies   | Francia          | 15 km PU  | Elena Välbe                                                                   | Stefania Belmondo                                                         | Ljubov' Egorova                                                             |
| 5 gennaio 1991                          | Minsk         | Unione Sovietica | 30 km TC  | Elena Välbe                                                                   | Svetlana Nagejkina                                                        | Inger Helene Nybråten                                                       |
| 12 gennaio 1991                         | Klingenthal   | Germania         | 15 km TC  | Inger Helene Nybråten                                                         | Marie-Helene Östlund                                                      | Solveig Pedersen                                                            |
| 13 gennaio 1991                         | Klingenthal   | Germania         | 4x5 km    | dati non disponibili                                                          | dati non disponibili                                                      | dati non disponibili                                                        |
| Campionati mondiali di sci nordico 1991 |               |                  |           |                                                                               |                                                                           |                                                                             |
| 8 febbraio 1991                         | Val di Fiemme | Italia           | 15 km TC  | Elena Välbe                                                                   | Trude Dybendahl                                                           | Stefania Belmondo                                                           |
| 10 febbraio 1991                        | Val di Fiemme | Italia           | 10 km TL  | Elena Välbe                                                                   | Marie-Helene Östlund                                                      | Tamara Tichonova                                                            |
| 12 febbraio 1991                        | Val di Fiemme | Italia           | 5 km TC   | Trude Dybendahl                                                               | Marja-Liisa Kirvesniemi                                                   | Manuela Di Centa                                                            |
| 15 febbraio 1991                        | Val di Fiemme | Italia           | 4x5 km    | Unione Sovietica Ljubov' Egorova Raisa Smetanina Tamara Tichonova Elena Välbe | Italia Bice Vanzetta Manuela Di Centa Gabriella Paruzzi Stefania Belmondo | Norvegia Solveig Pedersen Inger Helene Nybråten Elin Nilsen Trude Dybendahl |
| 16 febbraio 1991                        | Val di Fiemme | Italia           | 30 km TL  | Ljubov' Egorova                                                               | Elena Välbe                                                               | Manuela Di Centa                                                            |
| 2 marzo 1991                            | Lahti         | Finlandia        | 15 km TL  | Elena Välbe                                                                   | Manuela Di Centa                                                          | Ljubov' Egorova                                                             |
| 9 marzo 1991                            | Falun         | Svezia           | 15 km TL  | Elena Välbe                                                                   | Tamara Tichonova                                                          | Ljubov' Egorova                                                             |
| 10 marzo 1991                           | Falun         | Svezia           | 4x5 km TC | dati non disponibili                                                          | dati non disponibili                                                      | dati non disponibili                                                        |
| 15 marzo 1991                           | Oslo          | Norvegia         | 4x5 km    | dati non disponibili                                                          | dati non disponibili                                                      | dati non disponibili                                                        |
| 16 marzo 1991                           | Oslo          | Norvegia         | 5 km TL   | Elena Välbe                                                                   | Manuela Di Centa                                                          | Marie-Helene Östlund                                                        |

Legenda:

TC = tecnica classica

TL = tecnica libera

PU = inseguimento

### Classifiche

#### Generale
| Pos. | Nome                  | Nazione          | Punti |
| ---- | --------------------- | ---------------- | ----- |
| 1    | Elena Välbe           | Unione Sovietica | 220   |
| 2    | Stefania Belmondo     | Italia           | 128   |
| 3    | Ljubov' Egorova       | Unione Sovietica | 126   |
| 4    | Marie-Helene Östlund  | Svezia           | 112   |
| 5    | Manuela Di Centa      | Italia           | 106   |
| 6    | Trude Dybendahl       | Norvegia         | 88    |
| 7    | Tamara Tichonova      | Unione Sovietica | 82    |
| 8    | ?                     | ?                | ?     |
| 9    | Inger Helene Nybråten | Norvegia         | 62    |
| 10   | Solveig Pedersen      | Norvegia         | 57    |